# Gade de Vananda
Gade (em armênio: Գադ; romaniz.: Gad) foi um nobre armênio (nacarar) do século V da dinastia de Vananda, ativo durante o reinado do xainxá Isdigerdes II (r. 438–457).

## Nome
Gade (Գադ, Gad) originou-se no hebraico Gade (גָּד, Gad), que significa "sorte", e que no Velho Testamento ocorre como o nome do filho de Jacó. Foi registrado em grego como Gade (em grego: Γάδ, Gád).

## Contexto

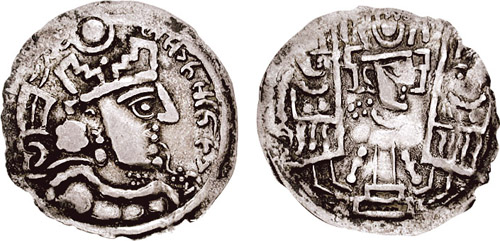
Dracma de r.

Em 428, os nacarares da Armênia peticionaram ao xainxá Vararanes V (r. 420–438) para que destronasse o rei Artaxias IV (r. 422–428) e abolisse a dinastia arsácida. Para governar o país, Vemir-Sapor foi nomeado como marzobã e e Vaanes II foi designado à tenência real. Vemir-Sapor morreu em 442, após uma administração considerada justa e liberal, na qual conseguiu manter a ordem sem ferir o sentimento nacional de frente. Vasaces I substituiu-o como marzobã. Vararanes permitiu a manutenção do cristianismo, enquanto procurava acabar com a influência do Império Bizantino sobre a Igreja da Armênia ao anexá-la à Igreja do Oriente. Contudo, seu filho e sucessor, Isdigerdes II (r. 438–457), era um pietista masdeísta e se comprometeu a impor o masdeísmo na Armênia.

## Vida

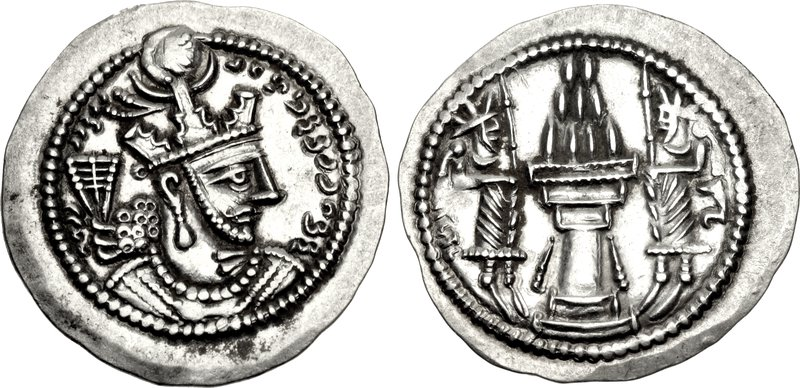
Dracma de r.

A parentela de Gade é incerta, exceto que pertencia à dinastia local de Vananda e que serviu como bispo local. De acordo com Lázaro de Farpe, esteve presente no Concílio de Artaxata convocado pelo católico José I, o marzobã Vasaces Siuni, o asparapetes Vardanes II e o vitaxa da Marca da Ibéria Axuxa II. A intenção do encontro, ocorrido em 450 segundo Nicholas Adontz, era responder ao edito enviado por Mir-Narses, em nome de Isdigerdes, que exigia que a nobreza armênia se convertesse ao zoroastrismo.